# Jonchery-sur-Vesle
Jonchery-sur-Vesle é uma comuna francesa na região administrativa de Grande Leste, no departamento de Marne. Estende-se por uma área de 3,2 km². Em 2010 a comuna tinha 1 911 habitantes (densidade: 597,2 hab./km²).